# جيري وير
جيري وير (بالإنجليزية: Jerry Weir)‏ هو مدرب كرة قدم ولاعب كرة قدم بريطاني (وحمل سابقاً جنسية المملكة المتحدة لبريطانيا العظمى وأيرلندا) في مركز مهاجم ‏، ولد في 23 نوفمبر 1851، وتوفي في 23 أبريل 1889. شارك مع منتخب اسكتلندا لكرة القدم. أما مع النوادي، فقد لعب مع نادي كوينز بارك.

## وصلات خارجية
- جيري وير على موقع الاتحاد الإسكتلندي (الإنجليزية)
- جيري وير على موقع ناشيونال فوتبول تيمز (الإنجليزية)
- جيري وير على موقع عالم كرة القدم.نت (الإنجليزية)